# Pedro de Kiev
Pedro, Metropolita de Quieve em Moscou (1308-1326), foi o metropolita russo que mudou sua sede de Vladimir para Moscou em 1325. Mais tarde ele foi proclamado santo padroeiro de Moscou. Apesar da mudança, o cargo permaneceu oficialmente intitulado "Metropolita de Quieve e Toda a Rus'" até a eleição autocéfala de Jonas de Moscou em 1448.

## Biografia
Nasceu na Volínia e entrou para um mosteiro aos 12 anos. Fundou seu próprio mosteiro no rio Ratsk, perto de Leópolis, por isso, às vezes é chamado de Pedro Ratenski. Em 1305, o Príncipe Jorge Lvovych da Galícia-Volínia o enviou a Constantinopla para ser consagrado Metropolita da Galícia. Como Máximo, o Metropolita de Quieve, morrera recentemente, o Patriarca Atanásio nomeou como Metropolita de Quieve e Galícia (1308–1326), unindo as duas Metrópoles, com a condição de que ele transferisse sua Sé para Moscou a fim de satisfazer as demandas dos príncipes moscovitas. A transferência levou ao desenvolvimento de uma jurisdição separada da Igreja Russa, a Metrópole moscovita, e fortaleceu a autoridade dos príncipes de Moscou. Pedro foi canonizado em 1340.